# Both of Us
"Both of Us" là một ca khúc của nam ca sĩ nhạc hip hop người Mỹ B.o.B, phát hành vào 22 tháng 5 năm 2012. Đây là đĩa đơn thứ ba trích từ album phòng thu thứ hai của anh, Strange Clouds (2012). Ca khúc còn có sự góp giọng của nữ ca sĩ/nhạc sĩ nhạc đồng quê Taylor Swift và được sản xuất bởi Dr. Luke và Cirkut.
"Both of Us" đã nhanh chóng lọt vào bảng xếp hạng Top 50 của Úc tại vị trí thứ 46. Ca khúc này đã bán được tổng cộng hơn 143,000 bản ngay trong tuần đầu tiên phát hành (khi Strange Clouds được phát hành), lọt vào vị trí thứ 18 tại bảng xếp hạng Billboard Hot 100 và trở thành ca khúc nổi nhất trong tuần.
"Both of Us" đã nhận được rất nhiều lời khen ngợi, đặc biệt là về đoạn góp giọng của Swift, nhiều người nói nó giống như một giai điệu ngọt ngào và hấp dẫn.

## Video âm nhạc
Video âm nhạc cho "Both of Us" được đạo diễn bởi Jake Nava, được phát hành vào 27 tháng 6,2012. B.o.B đã chia sẻ một bức ảnh trích từ video này trên Twitter của anh với lời nhắn: "On the set of the #BothOfUs music video in Nashville with @taylorswift13. Video premieres end of June!" (Tạm dịch: "Chuẩn bị quay video âm nhạc cho #BothOfUs tại Nashville với @taylorswift13. Video sẽ phát hành vào cuối tháng Sáu!"). Cả B.o.B và Taylor Swift đều xuất hiện trong video.

## Xếp hạng
"Both of Us" đã nhanh chóng lọt vào bảng xếp hạng Top 50 của Úc tại vị trí thứ 46. Ca khúc này đã bán được tổng cộng hơn 143,000 bản ngay trong tuần đầu tiên phát hành, cùng với việc lọt vào vị trí thứ 18 tại bảng xếp hạng Billboard Hot 100 và trở thành ca khúc nổi nhất trong tuần. Sau đó ca khúc lại lọt vào bảng xếp hạng Billboard Hot 100 tại vị trí 77.
| Bảng xếp hạng (2012)             | Vị trí cao nhất |
| -------------------------------- | --------------- |
| Canada (Canadian Hot 100)        | 23              |
| New Zealand (Recorded Music NZ)  | 18              |
| Ireland (IRMA)                   | 34              |
| Mỹ Billboard Hot 100             | 18              |
| Mỹ Mainstream Top 40 (Billboard) | 24              |
| Úc (ARIA)                        | 26              |
| UK R&B Chart                     | 12              |
| UK Singles Chart                 | 46              |

## Lịch sử phát hành
| Quốc gia | Ngày                | Định dạng       | Hãng đĩa |
| -------- | ------------------- | --------------- | -------- |
| Mỹ       | 22 tháng 5 năm 2012 | Tải kĩ thuật số | Atlantic |
| Anh      | 22 tháng 7 năm 2012 | Tải kĩ thuật số | Atlantic |

## Chứng nhận
| Quốc gia                                                                                              | Chứng nhận | Số đơn vị/doanh số chứng nhận |
| --- | ---------- | ----------------------------- |
| Úc (ARIA)                                                                                             | Bạch kim   | 70.000^                       |
| New Zealand (RMNZ)                                                                                    | Vàng       | 7.500                         |
| Hoa Kỳ (RIAA)                                                                                         | Bạch kim   | 1.000.000‡                    |
| ^ Chứng nhận dựa theo doanh số nhập hàng. ‡ Chứng nhận dựa theo doanh số tiêu thụ và phát trực tuyến. |            |                               |